# Джавахарский туннель
Джавахарский туннель (англ. Jawahar Tunnel) — автомобильный туннель, расположенный на территории Джамму и Кашмир. Находится между городами Банихал и Казигунд на национальной автодороге NH 44.
Назван в честь первого премьер-министра Индии Джавахарлала Неру. Строительные работы проходили в период с 1954 по 1956 год. Туннель имеет по одной полосе движения в каждом из направлений. Он призван облегчить автомобильное сообщение между Сринагаром и Джамму.
Создателями туннеля выступили Альфред Кунц и К. Барсель. В 1960 году он был обновлён Организацией приграничных дорог в рамках проекта BEACON. Туннель был рассчитан на 150 транспортных средств в день в каждом направлении, однако сейчас количество транспортных средств достигает 7000 в обоих направлениях. После реконструкции в туннеле есть система вентиляции, датчики загрязнения и температуры, система освещения и телефоны экстренной помощи, установленные Организацией приграничных дорог.
Круглосуточно охраняется военными. Съёмка внутри туннеля или поблизости от него строго запрещена. При въезде в туннель, транспортное средство должно поддерживать одинаковую скорость на протяжении всего пути. Камеры видеонаблюдения установлены в туннеле для непрерывного мониторинга.
До 2009 года Джавахарский туннель был закрыт для гражданского движения с 00:00 до 08:00. Теперь он открыт 24 часа в сутки.
Новый туннель повышенной пропускной способности (автомобильный туннель Банихал Казигунд), начало строительства которого началось в 2011 году и завершилось в 2021-м, ещё больше сократил расстояние от Джамму до Сринагара.